# John và Elizabeth Sherrill
John Lewis Sherrill (ngày 2 tháng 8 năm 1923, Covington, Tennessee - ngày 2 tháng 12 năm 2017) và Elizabeth "Tib" Sherrill (sinh ngày 14 tháng 2 năm 1928, Hollywood, California) là những nhà văn Kitô giáo. Họ là đồng tác giả của một số cuốn sách bán chạy nhất, bao gồm:
- God's Smuggler viết chung với Brother Andrew
- The Hiding Place viết chung với Corrie ten Boom
- The Cross and the Switchblade viết chung với David Wilkerson

Từ năm 1944 đến năm 1951 John Sherrill là nhà văn tự do ở châu Âu. John Sherrill và Elizabeth Schindler gặp nhau trên một con tàu trên đường tới châu Âu và kết hôn tại Geneva, Thụy Sĩ vào tháng 12 năm 1947. Từ năm 1947 đến năm 1963, Elizabeth là nhà văn tự do cho các tạp chí. Năm 1970, họ thành lập một công ty xuất bản mang tên Chosen Books chuyên tìm kiếm "thế giới những cuốn sách có hai tiêu chí. Chúng sẽ thú vị. Chúng sẽ hữu ích." Tiêu đề ban đầu của những cuốn này gọi là The Hiding Place".
Elizabeth là tác giả của hơn 30 cuốn sách có nhiều cuốn được viết chung với chồng bà. Một số tác phẩm này được dịch ra hơn 40 thứ tiếng trên thế giới.
Elizabeth Sherrill có ba người con: John Scott Sherrill, Donn Sherrill và Elizabeth Flint. Bà cư trú tại Hingham, Massachusetts. John Sherrill qua đời vào ngày 2 tháng 12 năm 2017, hưởng thọ 94 tuổi.

## Tác phẩm
- Elizabeth Sherrill, All the Way to Heaven: A Surprising Faith Journey, Revell, 2002.
- David Wilkerson; Elizabeth Sherrill; John Sherrill (1962). The Cross and the Switchblade. Jove.
- Corrie ten Boom, John and Elizabeth Sherrill (1971). The Hiding Place. Guideposts Associates.
- Demos Shakarian, John and Elizabeth Sherrill (1975). The Happiest People on Earth. Steward Press.
- John L. Sherrill, They Speak With Other Tongues, Chosen Books, 1999. (xuất bản lần đầu năm 1964)
- Brother Andrew; Sherrill, John & Sherrill, Elizabeth (2001). God's Smuggler. Chosen Books. ISBN 0-8007-9301-3.
- Brother Andrew; Sherrill, John; Sherrill, Elizabeth; featuring Jars of Clay (2001). The Narrow Road: Stories of Those Who Walk This Road Together. Baker Publishing Group. ISBN 0-8007-5793-9.